# Llista de monuments de Tiana
Llista de monuments de Tiana inclosos en l'Inventari del Patrimoni Arquitectònic Català per al municipi de Tiana (Maresme). Inclou els inscrits en el Registre de Béns Culturals d'Interès Nacional (BCIN) amb la classificació de monuments històrics, els Béns Culturals d'Interès Local (BCIL) de caràcter immoble i la resta de béns arquitectònics integrants del patrimoni cultural català.
| Monument                                                                                       | Protecció    | Estil/època                               | Localització                                      | Coordenades                                          | Codi?         | Imatge |
| ---------------------------------------------------------------------------------------------- | ------------ | ----------------------------------------- | ------------------------------------------------- | ---------------------------------------------------- | ------------- | --- |
| Can Sent-romà                                                                                  | BCIN 2001-MH | Obra popular Romà, XIV                    | Tiana Riera de Montalegre, 2                      | 41° 28′ 56″ N, 2° 15′ 26″ E / 41.482167°N,2.257194°E | RI-51-0004176 | Can Sent-romà (Tiana) · Vegeu més fotos d'aquest monument · Carregueu una nova foto d'aquest monument                                     |
| Cases de carrer de la Riera de Tiana                                                           |              | Eclecticisme XX                           | Tiana Riera de Tiana, 101-115                     | 41° 28′ 57″ N, 2° 15′ 59″ E / 41.482470°N,2.266332°E | IPA-9114      | Cases de carrer de la Riera de Tiana (Tiana) · Vegeu més fotos d'aquest monument · Carregueu una nova foto d'aquest monument              |
| Can Brossa, o Can Garnier                                                                      | BCIL 2002    | Obra popular XVII, XIX, XX                | Tiana Nucli de l'Alegria                          | 41° 29′ 20″ N, 2° 16′ 17″ E / 41.4888°N,2.27132°E    | IPA-9115      | Can Brossa (Tiana) · Vegeu més fotos d'aquest monument · Carregueu una nova foto d'aquest monument                                        |
| Can Marí                                                                                       | BCIL 2002    | Gòtic-Renaixement, obra popular XIV, XVII | Tiana C. Edith Llaurador, 4-18                    | 41° 29′ 11″ N, 2° 16′ 04″ E / 41.48631°N,2.26789°E   | IPA-9116      | Can Marí (Tiana) · Vegeu més fotos d'aquest monument · Carregueu una nova foto d'aquest monument                                          |
| Casino Nou, o Can Marí                                                                         | BCIL 2002    | Neoclassicisme-romàntic XIX Mitjan        | Tiana C. Edith Llaurador, 4-18                    | 41° 29′ 10″ N, 2° 16′ 03″ E / 41.48622°N,2.26761°E   | IPA-9119      | Casino Nou (Tiana) · Vegeu més fotos d'aquest monument · Carregueu una nova foto d'aquest monument                                        |
| Can Borés, o Ca la Doloretes                                                                   |              | Eclecticisme XIX                          | Tiana C. Sant Domènec, 21                         | 41° 28′ 59″ N, 2° 16′ 10″ E / 41.48295°N,2.26958°E   | IPA-9121      | Can Borés (Tiana) · Vegeu més fotos d'aquest monument · Carregueu una nova foto d'aquest monument                                         |
| Can Gosch                                                                                      |              | Obra popular XVIII, XX                    | Tiana C. Can Gosch                                | 41° 29′ 17″ N, 2° 15′ 57″ E / 41.48803°N,2.26594°E   | IPA-9122      | Can Gosch (Tiana) · Vegeu més fotos d'aquest monument · Carregueu una nova foto d'aquest monument                                         |
| El Pebré                                                                                       |              | Eclecticisme XIX Final                    | Tiana C. Edith Llaurador, 11                      | 41° 29′ 06″ N, 2° 16′ 03″ E / 41.48513°N,2.26763°E   | IPA-9123      | El Pebré (Tiana) · Vegeu més fotos d'aquest monument · Carregueu una nova foto d'aquest monument                                          |
| Àngel de la Guarda, o Escola                                                                   |              | Obra popular XX                           | Tiana C. Edith Llaurador, 26                      | 41° 29′ 16″ N, 2° 15′ 59″ E / 41.48771°N,2.26625°E   | IPA-9124      | Àngel de la Guarda (Tiana) · Vegeu més fotos d'aquest monument · Carregueu una nova foto d'aquest monument                                |
| Can Noguera, o Can Raventós                                                                    |              | Eclecticisme, neoclassicisme XIX          | Tiana Riera de Tiana - av. Joan Garí              | 41° 29′ 09″ N, 2° 15′ 57″ E / 41.48584°N,2.26573°E   | IPA-9125      | Can Noguera (Tiana) · Vegeu més fotos d'aquest monument · Carregueu una nova foto d'aquest monument                                       |
| Can Masdeu, Can Montcerdà                                                                      | BCIL 2002    | Obra popular XVIII                        | Tiana Camí de les Hortes                          | 41° 29′ 24″ N, 2° 15′ 57″ E / 41.48996°N,2.26595°E   | IPA-9126      | Can Masdeu (Tiana) · Vegeu més fotos d'aquest monument · Carregueu una nova foto d'aquest monument                                        |
| Can Montcanut, o Can Figueres                                                                  |              | Eclecticisme XX                           | Tiana C. Isaac Albéniz, 4                         | 41° 28′ 54″ N, 2° 16′ 06″ E / 41.48163°N,2.26823°E   | IPA-9127      | Can Montcanut (Tiana) · Vegeu més fotos d'aquest monument · Carregueu una nova foto d'aquest monument                                     |
| Can Vilà                                                                                       | BCIL 2002    | Gòtic tardà, obra popular XVI             | Tiana Camí de Can Vilà                            | 41° 28′ 28″ N, 2° 16′ 29″ E / 41.47456°N,2.27476°E   | IPA-9129      | Can Vilà (Tiana) · Vegeu més fotos d'aquest monument · Carregueu una nova foto d'aquest monument                                          |
| Can Rosés                                                                                      | BCIL 2002    | Obra popular XVIII                        | Tiana Dr. Mascaró, 23                             | 41° 28′ 59″ N, 2° 16′ 04″ E / 41.48302°N,2.26783°E   | IPA-9130      | Can Rosés (Tiana) · Vegeu més fotos d'aquest monument · Carregueu una nova foto d'aquest monument                                         |
| Can Nolis, o Can Monràs                                                                        | BCIL 2002    | Obra popular XX                           | Tiana C. Edith Llaurador, 27-29                   | 41° 29′ 15″ N, 2° 15′ 54″ E / 41.48755°N,2.26487°E   | IPA-9131      | Can Nolis (Tiana) · Vegeu més fotos d'aquest monument · Carregueu una nova foto d'aquest monument                                         |
| Conjunt de cases al carrer Sant Cebrià                                                         |              | Obra popular XX                           | Tiana C. Sant Cebrià, 15-19                       | 41° 29′ 03″ N, 2° 16′ 06″ E / 41.48405°N,2.26847°E   | IPA-9132      | Conjunt de cases al carrer Sant Cebrià (Tiana) · Vegeu més fotos d'aquest monument · Carregueu una nova foto d'aquest monument            |
| Casa al carrer Lola Anglada, 17                                                                |              | Obra popular XVIII Final                  | Tiana C. Lola Anglada, 17 (enderrocada)           | 41° 28′ 57″ N, 2° 16′ 08″ E / 41.48244°N,2.26894°E   | IPA-9133      | Casa al carrer Lola Anglada, 17 (Tiana) · Vegeu més fotos d'aquest monument · Carregueu una nova foto d'aquest monument                   |
| Xarxa viària per a vianants de Tiana                                                           |              | Obra popular XVIII, XIX                   | Tiana                                             | 41° 29′ 03″ N, 2° 15′ 55″ E / 41.48411°N,2.26536°E   | IPA-9134      | Xarxa viària per a vianants (Tiana) · Vegeu més fotos d'aquest monument · Carregueu una nova foto d'aquest monument                       |
| Carrer de Sant Bru                                                                             |              | Obra popular XIX                          | Tiana C. Sant Bru                                 | 41° 29′ 04″ N, 2° 15′ 57″ E / 41.484452°N,2.265897°E | IPA-9135      | Carrer de Sant Bru (Tiana) · Vegeu més fotos d'aquest monument · Carregueu una nova foto d'aquest monument                                |
| Villa Carlota, o Ca l'Arnú                                                                     |              | Obra popular XX                           | Tiana C. Mediterrani, 7                           | 41° 28′ 53″ N, 2° 16′ 10″ E / 41.48133°N,2.26941°E   | IPA-9136      | Villa Carlota (Tiana) · Vegeu més fotos d'aquest monument · Carregueu una nova foto d'aquest monument                                     |
| Cases del carrer de Josep Paris, 1 i 5                                                         |              | Noucentisme XX                            | Tiana Josep Paris, 1 i 5                          | 41° 28′ 44″ N, 2° 16′ 14″ E / 41.47884°N,2.27043°E   | IPA-9137      | Cases del carrer de Josep Paris, 1 i 5 (Tiana) · Vegeu més fotos d'aquest monument · Carregueu una nova foto d'aquest monument            |
| Can Paris                                                                                      |              | Noucentisme XX                            | Tiana C. de Matas, 31                             | 41° 28′ 42″ N, 2° 16′ 14″ E / 41.47824°N,2.27052°E   | IPA-9138      | Can Paris (Tiana) · Vegeu més fotos d'aquest monument · Carregueu una nova foto d'aquest monument                                         |
| Ca la Lola Anglada                                                                             | BCIL 2002    | Eclecticisme XIX Final                    | Tiana Pl. de la Vila                              | 41° 28′ 56″ N, 2° 16′ 10″ E / 41.48214°N,2.26944°E   | IPA-9139      | Ca la Lola Anglada (Tiana) · Vegeu més fotos d'aquest monument · Carregueu una nova foto d'aquest monument                                |
| Can Lamaña                                                                                     |              | Eclecticisme XIX                          | Tiana Riera de Tiana, 98                          | 41° 29′ 01″ N, 2° 16′ 01″ E / 41.48348°N,2.26691°E   | IPA-9140      | Can Lamaña (Tiana) · Vegeu més fotos d'aquest monument · Carregueu una nova foto d'aquest monument                                        |
| Can Peitx                                                                                      |              | Eclecticisme XIX                          | Tiana Riera de Tiana, 123-125                     | 41° 29′ 00″ N, 2° 15′ 58″ E / 41.48338°N,2.26613°E   | IPA-9141      | Can Peitx (Tiana) · Vegeu més fotos d'aquest monument · Carregueu una nova foto d'aquest monument                                         |
| Convent de les Carmelites Descalces                                                            |              | Obra popular XIX Final                    | Tiana C. Montalegre, 9-11                         | 41° 29′ 02″ N, 2° 15′ 56″ E / 41.48377°N,2.26547°E   | IPA-9142      | Convent de les Carmelites Descalces (Tiana) · Vegeu més fotos d'aquest monument · Carregueu una nova foto d'aquest monument               |
| Can Mascaró                                                                                    |              | Obra popular XIX Mitjan                   | Tiana Riera de Tiana, 84                          | 41° 28′ 56″ N, 2° 16′ 00″ E / 41.482303°N,2.266769°E | IPA-9143      | Can Mascaró (Tiana) · Vegeu més fotos d'aquest monument · Carregueu una nova foto d'aquest monument                                       |
| Can Fàbregas                                                                                   | BCIL 2002    | Gòtic, obra popular XV                    | Tiana Nucli de l'Alegria                          | 41° 29′ 25″ N, 2° 16′ 21″ E / 41.49037°N,2.27239°E   | IPA-9146      | Can Fàbregas (Tiana) · Vegeu més fotos d'aquest monument · Carregueu una nova foto d'aquest monument                                      |
| Cartoixa de Montalegre                                                                         | BCIL 2002    | Gòtic XV                                  | Tiana Ctra. de la Conreria                        | 41° 29′ 21″ N, 2° 15′ 17″ E / 41.489128°N,2.25485°E  | IPA-9147      | Cartoixa de Montalegre (Tiana) · Vegeu més fotos d'aquest monument · Carregueu una nova foto d'aquest monument                            |
| Casa al carrer Bisbe Català, 3                                                                 |              | Obra popular XX                           | Tiana C. Bisbe Català, 3                          | 41° 29′ 00″ N, 2° 16′ 05″ E / 41.48339°N,2.26808°E   | IPA-9150      | Casa al carrer Bisbe Català, 3 (Tiana) · Vegeu més fotos d'aquest monument · Carregueu una nova foto d'aquest monument                    |
| Ajuntament                                                                                     |              | Eclecticisme XIX Final                    | Tiana Pl. de la Vila                              | 41° 28′ 54″ N, 2° 16′ 08″ E / 41.4816°N,2.26902°E    | IPA-9151      | Ajuntament (Tiana) · Vegeu més fotos d'aquest monument · Carregueu una nova foto d'aquest monument                                        |
| Carrer d'Isaac Albéniz                                                                         |              | Obra popular XX Inici                     | Tiana C. Isaac Albéniz                            | 41° 28′ 56″ N, 2° 16′ 05″ E / 41.48218°N,2.26805°E   | IPA-9152      | Carrer d'Isaac Albéniz (Tiana) · Vegeu més fotos d'aquest monument · Carregueu una nova foto d'aquest monument                            |
| Can Garí, o Can Pujols                                                                         |              | Eclecticisme XX                           | Tiana Pg. de la Vilesa, 14                        | 41° 28′ 46″ N, 2° 16′ 07″ E / 41.47943°N,2.26848°E   | IPA-9153      | Can Garí (Tiana) · Vegeu més fotos d'aquest monument · Carregueu una nova foto d'aquest monument                                          |
| Can Tamborini, o Los Cedros                                                                    |              | Noucentisme XX                            | Tiana Av. Onze de Setembre, 2 − c. Enric Borràs   | 41° 28′ 37″ N, 2° 16′ 12″ E / 41.47697°N,2.26994°E   | IPA-9154      | Can Tamborini (Tiana) · Vegeu més fotos d'aquest monument · Carregueu una nova foto d'aquest monument                                     |
| Can Vergés                                                                                     |              | Noucentisme XX                            | Tiana Av. Onze de Setembre, 9 − c. Enric Borràs   | 41° 28′ 37″ N, 2° 16′ 14″ E / 41.47706°N,2.27042°E   | IPA-9155      | Can Vergés (Tiana) · Vegeu més fotos d'aquest monument · Carregueu una nova foto d'aquest monument                                        |
| Creu de terme de Tiana                                                                         |              | Historicisme XX                           | Tiana La Vilesa                                   | 41° 28′ 30″ N, 2° 16′ 08″ E / 41.4751°N,2.26879°E    | IPA-9156      | Creu de terme de Tiana · Vegeu més fotos d'aquest monument · Carregueu una nova foto d'aquest monument                                    |
| Església parroquial de Sant Cebrià                                                             | BCIL 2002    | Historicisme XIX                          | Tiana Pl. de l'Església                           | 41° 29′ 03″ N, 2° 16′ 06″ E / 41.48424°N,2.26821°E   | IPA-9157      | Església parroquial (Tiana) · Vegeu més fotos d'aquest monument · Carregueu una nova foto d'aquest monument                               |
| Can Jaumet                                                                                     |              | Eclecticisme XX Inici                     | Tiana C. Anselm Clavé, 4 − c. de la Pau           | 41° 28′ 51″ N, 2° 16′ 06″ E / 41.48094°N,2.26832°E   | IPA-9158      | Can Jaumet (Tiana) · Vegeu més fotos d'aquest monument · Carregueu una nova foto d'aquest monument                                        |
| Ca l'Artusa                                                                                    |              | Modernisme XX Inici                       | Tiana C. Marquès de Monistrol, 13-15              | 41° 28′ 51″ N, 2° 16′ 08″ E / 41.48092°N,2.26899°E   | IPA-9159      | Ca l'Artusa (Tiana) · Vegeu més fotos d'aquest monument · Carregueu una nova foto d'aquest monument                                       |
| Can Regordosa                                                                                  |              | Modernisme XX Inici                       | Tiana C. Edith Llaurador, 19 − c. Dr. Fàbregas, 1 | 41° 29′ 12″ N, 2° 16′ 01″ E / 41.4866°N,2.26685°E    | IPA-9160      | Can Regordosa (Tiana) · Vegeu més fotos d'aquest monument · Carregueu una nova foto d'aquest monument                                     |
| Can Guardiola                                                                                  |              | Modernisme XX Inici                       | Tiana Pg. de la Vilesa, 5                         | 41° 28′ 50″ N, 2° 16′ 06″ E / 41.48055°N,2.26834°E   | IPA-9161      | Can Guardiola (Tiana) · Vegeu més fotos d'aquest monument · Carregueu una nova foto d'aquest monument                                     |
| Can Fatjó                                                                                      |              | Modernisme XX                             | Tiana C. Sant Josep, 5                            | 41° 28′ 58″ N, 2° 16′ 03″ E / 41.4829°N,2.26754°E    | IPA-9162      | Can Fatjó (Tiana) · Vegeu més fotos d'aquest monument · Carregueu una nova foto d'aquest monument                                         |
| Casa al carrer Dr. Fàbregas, 7                                                                 |              | Eclecticisme XX Inici                     | Tiana C. Dr. Fàbregas, 7                          | 41° 29′ 10″ N, 2° 15′ 59″ E / 41.48621°N,2.26636°E   | IPA-9163      | Casa al carrer Dr. Fàbregas, 7 (Tiana) · Vegeu més fotos d'aquest monument · Carregueu una nova foto d'aquest monument                    |
| Cal Cucut                                                                                      |              | Modernisme XX Inici                       | Tiana C. Anselm Clavé, 12                         | 41° 28′ 53″ N, 2° 16′ 07″ E / 41.48148°N,2.2685°E    | IPA-9164      | Cal Cucut (Tiana) · Vegeu més fotos d'aquest monument · Carregueu una nova foto d'aquest monument                                         |
| Casa a l'avinguda Isaac Albéniz, 23                                                            |              | Modernisme XX                             | Tiana Av. Isaac Albéniz, 23                       | 41° 28′ 59″ N, 2° 16′ 05″ E / 41.48309°N,2.26818°E   | IPA-9165      | Casa a l'avinguda Isaac Albéniz, 23 (Tiana) · Vegeu més fotos d'aquest monument · Carregueu una nova foto d'aquest monument               |
| Ca l'Ollé                                                                                      |              | Obra popular XX                           | Tiana Pg. de la Vilesa, 9                         | 41° 28′ 49″ N, 2° 16′ 07″ E / 41.48028°N,2.26851°E   | IPA-9166      | Ca l'Ollé (Tiana) · Vegeu més fotos d'aquest monument · Carregueu una nova foto d'aquest monument                                         |
| Can Montcanut                                                                                  | BCIL 2002    | Modernisme XX                             | Tiana Riera de Tiana, 117                         | 41° 28′ 58″ N, 2° 15′ 59″ E / 41.482856°N,2.266364°E | IPA-9167      | Can Montcanut (Tiana) · Vegeu més fotos d'aquest monument · Carregueu una nova foto d'aquest monument                                     |
| Can Mascaró                                                                                    |              | Modernisme XX                             | Tiana C. Sant Josep, 32                           | 41° 28′ 58″ N, 2° 16′ 00″ E / 41.48268°N,2.26661°E   | IPA-9168      | Can Mascaró (Tiana) · Vegeu més fotos d'aquest monument · Carregueu una nova foto d'aquest monument                                       |
| Can Barrau                                                                                     |              | Eclecticisme, Historicisme XIX Final      | Tiana Riera de Tiana, 1-7                         | 41° 28′ 19″ N, 2° 15′ 56″ E / 41.47182°N,2.2656°E    | IPA-9169      | Can Barrau (Tiana) · Vegeu més fotos d'aquest monument · Carregueu una nova foto d'aquest monument                                        |
| Casa de la Punxa                                                                               |              | Noucentisme XX                            | Tiana C. de Francí, 9-13                          | 41° 28′ 47″ N, 2° 16′ 04″ E / 41.47985°N,2.26775°E   | IPA-9170      | Casa de la Punxa (Tiana) · Vegeu més fotos d'aquest monument · Carregueu una nova foto d'aquest monument                                  |
| Can Solsona                                                                                    |              | Modernisme XX                             | Tiana Pg. de la Vilesa, 97                        | 41° 28′ 21″ N, 2° 16′ 05″ E / 41.47248°N,2.26801°E   | IPA-9172      | Can Solsona (Tiana) · Vegeu més fotos d'aquest monument · Carregueu una nova foto d'aquest monument                                       |
| Casa de carrer                                                                                 |              | Obra popular XX                           | Tiana Pg. de la Vilesa                            |                                                      | IPA-9173      | Carregueu una nova foto d'aquest monument                                                                                                 |
| Can Xipell                                                                                     |              | Monumentalisme academicista XX            | Tiana Pg. de la Vilesa, 13-15                     | 41° 28′ 48″ N, 2° 16′ 08″ E / 41.4799°N,2.26893°E    | IPA-9174      | Can Xipell (Tiana) · Vegeu més fotos d'aquest monument · Carregueu una nova foto d'aquest monument                                        |
| Can Nonell                                                                                     |              | Obra popular XX                           | Tiana Pg. de la Vilesa, 11                        | 41° 28′ 48″ N, 2° 16′ 07″ E / 41.48013°N,2.26863°E   | IPA-9175      | Can Nonell (Tiana) · Vegeu més fotos d'aquest monument · Carregueu una nova foto d'aquest monument                                        |
| Convent de les Filles de la Caritat, o Ca l'Aleix                                              |              | Eclecticisme XX Inici                     | Tiana Riera de Tiana, 17                          | 41° 28′ 18″ N, 2° 15′ 58″ E / 41.47161°N,2.26613°E   | IPA-9176      | Convent de les Filles de la Caritat (Tiana) · Vegeu més fotos d'aquest monument · Carregueu una nova foto d'aquest monument               |
| Can Seguí                                                                                      |              | Historicisme XIX                          | Tiana C. Sant Francesc, 11                        | 41° 28′ 52″ N, 2° 16′ 04″ E / 41.48109°N,2.26777°E   | IPA-9177      | Can Seguí (Tiana) · Vegeu més fotos d'aquest monument · Carregueu una nova foto d'aquest monument                                         |
| Can Cruspinera                                                                                 |              | Historicisme XX Inici                     | Tiana Pg. de la Vilesa, 43                        | 41° 28′ 35″ N, 2° 16′ 11″ E / 41.47647°N,2.26961°E   | IPA-9178      | Can Cruspinera (Tiana) · Vegeu més fotos d'aquest monument · Carregueu una nova foto d'aquest monument                                    |
| Can Puigcarbó, o Can Salines, Can Gibert                                                       | BCIL 2002    | Neoclassicisme-romàntic, eclecticisme XIX | Tiana C. Montalegre, 14                           | 41° 29′ 04″ N, 2° 15′ 54″ E / 41.48432°N,2.26506°E   | IPA-9184      | Can Puigcarbó (Tiana) · Vegeu més fotos d'aquest monument · Carregueu una nova foto d'aquest monument                                     |
| Casa al carrer Bisbe Català, 5                                                                 |              | Noucentisme XX                            | Tiana C. Bisbe Català, 5                          | 41° 29′ 00″ N, 2° 16′ 05″ E / 41.48345°N,2.26794°E   | IPA-9186      | Casa al carrer Bisbe Català, 5 (Tiana) · Vegeu més fotos d'aquest monument · Carregueu una nova foto d'aquest monument                    |
| Can Fàbregas de Baix, Can Senromà de Vila, Can Sant-romà de Vila, Cal Ros                      | BCIL 2002    | Gòtic, obra popular XV                    | Tiana Pl. del Coro, 2                             | 41° 28′ 54″ N, 2° 16′ 07″ E / 41.48177°N,2.26858°E   | IPA-9188      | Can Fàbregas de Baix (Tiana) · Vegeu més fotos d'aquest monument · Carregueu una nova foto d'aquest monument                              |
| Can Jordana                                                                                    | BCIL 2002    | Gòtic tardà, obra popular XIV             | Tiana C. Can Jordana – c. Cals Frares             | 41° 29′ 06″ N, 2° 16′ 13″ E / 41.4849°N,2.27028°E    | IPA-9189      | Can Jordana (Tiana) · Vegeu més fotos d'aquest monument · Carregueu una nova foto d'aquest monument                                       |
| Cals Frares                                                                                    | BCIL 2002    | Neoclassicisme-romàntic XIX Inici         | Tiana Camí del Mig                                | 41° 28′ 57″ N, 2° 16′ 18″ E / 41.48248°N,2.27155°E   | IPA-9190      | Cals Frares (Tiana) · Vegeu més fotos d'aquest monument · Carregueu una nova foto d'aquest monument                                       |
| Can Torredà                                                                                    | BCIL 2002    | Obra popular XVII                         | Tiana C. Edith Llaurador, 31                      | 41° 29′ 18″ N, 2° 15′ 54″ E / 41.4882°N,2.2649°E     | IPA-9191      | Can Torredà (Tiana) · Vegeu més fotos d'aquest monument · Carregueu una nova foto d'aquest monument                                       |
| Can Gaietano                                                                                   | BCIL 2002    | Gòtic, obra popular XIV                   | Tiana Camí del Mig d'Alella                       | 41° 28′ 56″ N, 2° 16′ 16″ E / 41.48212°N,2.27121°E   | IPA-9192      | Can Gaietano (Tiana) · Vegeu més fotos d'aquest monument · Carregueu una nova foto d'aquest monument                                      |
| Ca l'Andreu                                                                                    | BCIL 2002    | Gòtic, obra popular XIV                   | Tiana Nucli de l'Alegria                          | 41° 29′ 28″ N, 2° 16′ 18″ E / 41.49117°N,2.27177°E   | IPA-9193      | Ca l'Andreu (Tiana) · Vegeu més fotos d'aquest monument · Carregueu una nova foto d'aquest monument                                       |
| Can Pous, o Can Güell                                                                          |              | Eclecticisme XIX                          | Tiana C. Sant Francesc, 27-29 − c. Sant Valentí   | 41° 28′ 51″ N, 2° 16′ 00″ E / 41.48086°N,2.2666°E    | IPA-9194      | Can Pous (Tiana) · Vegeu més fotos d'aquest monument · Carregueu una nova foto d'aquest monument                                          |
| Casa al carrer Dr. Mascaró − carrer Sant Francesc, Can Bonastre                                |              | Eclecticisme XX Inici                     | Tiana C. Sant Francesc, 14 − c. Dr. Mascaró       | 41° 28′ 52″ N, 2° 16′ 02″ E / 41.48123°N,2.2673°E    | IPA-9195      | Casa al carrer Dr. Mascaró − carrer Sant Francesc (Tiana) · Vegeu més fotos d'aquest monument · Carregueu una nova foto d'aquest monument |
| Ca la Godó                                                                                     |              | Eclecticisme XIX Final                    | Tiana C. Dr. Fàbregas, 2                          | 41° 29′ 13″ N, 2° 15′ 59″ E / 41.48682°N,2.26652°E   | IPA-9196      | Ca la Godó (Tiana) · Vegeu més fotos d'aquest monument · Carregueu una nova foto d'aquest monument                                        |
| Can Cardús o Can Tiriti                                                                        |              | Eclecticisme XIX Final                    | Tiana Pl. de la Vila                              | 41° 28′ 55″ N, 2° 16′ 08″ E / 41.48208°N,2.26884°E   | IPA-9197      | Can Cardús (Tiana) · Vegeu més fotos d'aquest monument · Carregueu una nova foto d'aquest monument                                        |
| Can Gaietè, o Can Costa, o Can Cosme                                                           | BCIL 2002    | Obra popular XVIII                        | Tiana C. Verge del Pilar                          | 41° 28′ 59″ N, 2° 16′ 13″ E / 41.48299°N,2.27029°E   | IPA-9198      | Can Gaietè (Tiana) · Vegeu més fotos d'aquest monument · Carregueu una nova foto d'aquest monument                                        |
| Can Guinard                                                                                    | BCIL 2002    | Obra popular XVIII                        | Tiana Camí de Can Guinard − Riera de Tiana        | 41° 28′ 44″ N, 2° 15′ 55″ E / 41.47882°N,2.26515°E   | IPA-9199      | Can Guinard (Tiana) · Vegeu més fotos d'aquest monument · Carregueu una nova foto d'aquest monument                                       |
| Can Baratau                                                                                    |              | Obra popular XVII                         | Tiana C. Lola Anglada, 10                         | 41° 28′ 57″ N, 2° 16′ 09″ E / 41.48256°N,2.26912°E   | IPA-9200      | Can Baratau (Tiana) · Vegeu més fotos d'aquest monument · Carregueu una nova foto d'aquest monument                                       |
| Cal Tolrà                                                                                      | BCIL 2002    | Gòtic tardà, obra popular XIV, XVI        | Tiana C. Can Gaietà                               | 41° 28′ 49″ N, 2° 16′ 22″ E / 41.48037°N,2.27275°E   | IPA-9201      | Cal Tolrà (Tiana) · Vegeu més fotos d'aquest monument · Carregueu una nova foto d'aquest monument                                         |
| Can Cirera                                                                                     | BCIL 2002    | Obra popular XVII                         | Tiana Camí de l'Alegria                           | 41° 29′ 21″ N, 2° 16′ 22″ E / 41.48903°N,2.27274°E   | IPA-9202      | Can Cirera (Tiana) · Vegeu més fotos d'aquest monument · Carregueu una nova foto d'aquest monument                                        |
| La Casa Alta                                                                                   | BCIL 2002    | Gòtic, obra popular XV                    | Tiana C. Can Gaietà                               | 41° 28′ 47″ N, 2° 16′ 26″ E / 41.47965°N,2.2738°E    | IPA-9203      | La Casa Alta (Tiana) · Vegeu més fotos d'aquest monument · Carregueu una nova foto d'aquest monument                                      |
| Can Roca                                                                                       | BCIL 2002    | Obra popular, gòtic tardà XVII            | Tiana Camí de Can Garra                           | 41° 28′ 32″ N, 2° 16′ 25″ E / 41.4756°N,2.2736°E     | IPA-9204      | Can Roca (Tiana) · Vegeu més fotos d'aquest monument · Carregueu una nova foto d'aquest monument                                          |
| Can Matas                                                                                      | BCIL 2002    | Obra popular XVII                         | Tiana Pl. de l'Església, 1                        | 41° 29′ 03″ N, 2° 16′ 04″ E / 41.4843°N,2.26768°E    | IPA-9205      | Can Matas (Tiana) · Vegeu més fotos d'aquest monument · Carregueu una nova foto d'aquest monument                                         |
| Can Garra                                                                                      | BCIL 2002    | Obra popular XVIII                        | Tiana Camí de Can Garra                           | 41° 28′ 32″ N, 2° 16′ 25″ E / 41.47547°N,2.27368°E   | IPA-9206      | Can Garra (Tiana) · Vegeu més fotos d'aquest monument · Carregueu una nova foto d'aquest monument                                         |
| Can Maibé                                                                                      |              | Gòtic tardà, obra popular XVI, XX         | Tiana Camí de Can Maibé                           | 41° 28′ 49″ N, 2° 16′ 13″ E / 41.48026°N,2.2704°E    | IPA-9207      | Can Maibé (Tiana) · Vegeu més fotos d'aquest monument · Carregueu una nova foto d'aquest monument                                         |
| Can Parxet                                                                                     | BCIL 2002    | Obra popular XVIII                        | Tiana Camí de Can Garra                           | 41° 28′ 27″ N, 2° 16′ 24″ E / 41.47423°N,2.27346°E   | IPA-9212      | Can Parxet (Tiana) · Vegeu més fotos d'aquest monument · Carregueu una nova foto d'aquest monument                                        |
| El Racó de la Rajola                                                                           |              | Obra popular                              | Tiana C. Lola Anglada − pge. Sant Domènec         | 41° 28′ 56″ N, 2° 16′ 09″ E / 41.482333°N,2.269126°E | IPA-9213      | El Racó de la Rajola (Tiana) · Vegeu més fotos d'aquest monument · Carregueu una nova foto d'aquest monument                              |
| Habitatge al passatge Sant Cebrià, 9                                                           |              | Obra popular                              | Tiana Pge. Sant Cebrià, 9                         | 41° 29′ 01″ N, 2° 16′ 07″ E / 41.483525°N,2.268584°E | IPA-9214      | Habitatge al passatge Sant Cebrià, 9 (Tiana) · Vegeu més fotos d'aquest monument · Carregueu una nova foto d'aquest monument              |
| Catequística                                                                                   |              | Obra popular XX Inici                     | Tiana Av. Joan Garí, 4                            | 41° 29′ 06″ N, 2° 16′ 02″ E / 41.485°N,2.26732°E     | IPA-9217      | Catequística (Tiana) · Vegeu més fotos d'aquest monument · Carregueu una nova foto d'aquest monument                                      |
| Antiga estació de tramvia de Tiana                                                             |              | Modernisme XX                             | Tiana Av. Isaac Albéniz, 14                       | 41° 29′ 00″ N, 2° 16′ 06″ E / 41.48321°N,2.26846°E   | IPA-9218      | Antiga estació de tramvia de Tiana · Vegeu més fotos d'aquest monument · Carregueu una nova foto d'aquest monument                        |
| Convent de les Germanes Franciscanes, Casa d'exercicis Immaculada, Franciscanes del Sagrat Cor |              | Obra popular XIX Final                    | Tiana C. Edith Llaurador, 22-24                   | 41° 29′ 14″ N, 2° 16′ 00″ E / 41.48716°N,2.26669°E   | IPA-9219      | Casa d'exercicis Immaculada (Tiana) · Vegeu més fotos d'aquest monument · Carregueu una nova foto d'aquest monument                       |
| L'Hostalet, Cal Met, o Ca la Lola Anglada                                                      | BCIL 2002    | Gòtic tardà, obra popular XVI             | Tiana Pl. de la Vila                              | 41° 28′ 56″ N, 2° 16′ 09″ E / 41.48215°N,2.26923°E   | IPA-9221      | L'Hostalet (Tiana) · Vegeu més fotos d'aquest monument · Carregueu una nova foto d'aquest monument                                        |
| Mare de Déu de l'Alegria, Ermita de l'Alegria, o Sant Cebrià de Tiana                          | BCIL 2002    | Gòtic XII, XVIII                          | Tiana Nucli de l'Alegria                          | 41° 29′ 21″ N, 2° 16′ 17″ E / 41.48904°N,2.27142°E   | IPA-9224      | Ermita de l'Alegria (Tiana) · Vegeu més fotos d'aquest monument · Carregueu una nova foto d'aquest monument                               |
| Aqüeducte d'en Gili, aqüeducte de les aigües de Dosrius                                        |              | Obra popular                              | Tiana Sobre la riera d'en Font (enderrocat)       | 41° 28′ 48″ N, 2° 16′ 16″ E / 41.47987°N,2.27103°E   | IPA-36931     | Aqüeducte d'en Gili (Tiana) · Vegeu més fotos d'aquest monument · Carregueu una nova foto d'aquest monument                               |
| Can Bretós                                                                                     |              | Noucentisme XX                            | Tiana Pg. de la Vilesa, 19                        | 41° 28′ 46″ N, 2° 16′ 08″ E / 41.47946°N,2.26898°E   | IPA-39022     | Can Bretós (Tiana) · Vegeu més fotos d'aquest monument · Carregueu una nova foto d'aquest monument                                        |
| Can Boccato                                                                                    |              | Noucentisme XX Inici                      | Tiana Pg. de la Vilesa, 17                        | 41° 28′ 46″ N, 2° 16′ 08″ E / 41.47955°N,2.26892°E   | IPA-39023     | Can Boccato (Tiana) · Vegeu més fotos d'aquest monument · Carregueu una nova foto d'aquest monument                                       |
| Alberg La Conreria,                                                                            | BCIL 2002    | Obra popular XII                          | Tiana Ctra. de Badalona a Mollet                  | 41° 29′ 30″ N, 2° 15′ 10″ E / 41.491698°N,2.25282°E  | IPA-39925     | Seminari Menor de la Conreria (Tiana) · Vegeu més fotos d'aquest monument · Carregueu una nova foto d'aquest monument                     |
| Can Boter                                                                                      | BCIL 2002    |                                           | Tiana C. Can Jordana – c. Cals Frares             | 41° 29′ 08″ N, 2° 16′ 13″ E / 41.485565°N,2.270329°E | IPA-43747     | Can Boter (Tiana) · Vegeu més fotos d'aquest monument · Carregueu una nova foto d'aquest monument                                         |
| Can Comes                                                                                      | BCIL 2002    | Obra popular                              | Tiana C. Mare de Déu del Carme, 36                | 41° 29′ 08″ N, 2° 16′ 10″ E / 41.48564°N,2.269452°E  | IPA-43749     | Can Comes (Tiana) · Vegeu més fotos d'aquest monument · Carregueu una nova foto d'aquest monument                                         |
| Ca n'Elies                                                                                     | BCIL 2002    | Obra popular XIX                          | Tiana Riera de Tiana, 57-59                       | 41° 28′ 40″ N, 2° 15′ 55″ E / 41.477772°N,2.26527°E  | IPA-43750     | Ca n'Elies (Tiana) · Vegeu més fotos d'aquest monument · Carregueu una nova foto d'aquest monument                                        |
| Antic Casino de Tiana, Casal de Tiana                                                          | BCIL 2002    |                                           | Tiana Av. Isaac Albéniz, 12                       | 41° 28′ 55″ N, 2° 16′ 05″ E / 41.481931°N,2.268087°E | IPA-43764     | Antic Casino de Tiana (Tiana) · Vegeu més fotos d'aquest monument · Carregueu una nova foto d'aquest monument                             |
| Cementiri de Tiana                                                                             | BCIL 2002    |                                           | Tiana Camí de l'Alegria                           | 41° 29′ 21″ N, 2° 16′ 13″ E / 41.489237°N,2.270313°E | IPA-43766     | Cementiri de Tiana (Tiana) · Vegeu més fotos d'aquest monument · Carregueu una nova foto d'aquest monument                                |